# The Hand Behind the Mouse: The Ub Iwerks Story
The Hand Behind the Mouse: The Ub Iwerks Story (La mano dietro al topo: il lavoro di Ub Iwerks) è un film-documentario uscito nel 1999 diretto da Leslie Iwerks, riguardante l'animatore americano Ub Iwerks, nonno della regista.
Questo film ripercorre tutta la vita dell'animatore, dagli inizi a Kansas City alla collaborazione con Walt Disney e rende omaggio alla sua arte inventiva.